# Morcá
Morcá es un centro poblado de la ciudad de Sogamoso, en el departamento de Boyacá (Colombia), ubicada al extremo sur oriental. Es una área poblada por más de 1000 habitantes donde se encuentra la plazoleta principal compuesta por una iglesia, una fuente y una cancha de baloncesto.
Los habitantes de este centro poblado se dedican principalmente a la extracción del carbón, producto principal de esta región boyacense y a la agricultura en general.
Morcá es reconocida en gran parte del país por ser un centro de veneración religiosa. En este sitio se encuentra una imagen de la Virgen María que fue hallada en una piedra cerca del parque principal hace más de un siglo, por campesinos del lugar. El primer sábado de cada mes este centro poblado se convierte en centro de veneración mariana y acuden personas de la región, muchos lugares de Colombia y de otros países, ya que a esta imagen se le atribuyen numerosos favores materiales (milagros) y espirituales (conversión).
El día de peregrinación, este sitio se llena de comerciantes y artesanos de varias partes, y es muy famosa su feria de dulcería tradicional como lo son los alfondoques, el bocadillo veleño y las panelitas entre otros. Además, la feria también cuenta con una gran plaza para el arte de las manualidades en barro, pues allí se encuentran todas las figuras que se pueden hacer con esta técnica.
La arquitectura de este centro poblado se remonta a la época de la colonia con grandes edificaciones hechas en adobe (barro compactado con rastrojo de trigo y cebada) y teja de barro. El templo ha tenido una gran transformación en los últimos años debido a su ampliación y adaptación, para acoger mayor público los días de peregrinación, pero no pierde su estilo colonial con el que fue construida y adornada.
Las festividades anuales de este centro poblado se llevan a cabo entre los días 25 al 27 de diciembre, en los que se realizan vísperas de alborada, actos conmemorativos a la virgen, verbenas populares y en la noche del 25 un festival de luces de gran factura.
- Datos: Q6023604